# Chesty Morgan
Chesty Morgan właśc. Liliana Wilczkowski,  pseud. Zsa Zsa (ur. 15 października 1937 w Polsce) – amerykańska aktorka i tancerka burleskowa polskiego pochodzenia.
Zgodnie z informacjami podawanymi na plakatach obwód jej biustu wynosił 73 cale czyli ponad 185 centymetrów i uważany jest za największy znany, naturalny biust kobiecy wśród gwiazd kina.
Pod pseudonimem Zsa Zsa występowała jako aktorka i tancerka w burleskach. Jako Chesty Morgan grała najpierw główne role w dwóch filmach amerykańskich z gatunku tzw. sexploitation, to znaczy wykorzystujących w sposób otwarty seks by przyciągnąć widzów: Deadly Weapons i Double Agent 73, reżyserowanych przez Doris Wishman. W pierwszym z tych filmów grana przez nią tancerka z nocnego lokalu, zabija mężczyzn przyciskając swój nagi biust do ich twarzy i dusząc ich swoimi olbrzymimi piersiami. Tytuł drugiego filmu (Podwójny Agent 73) nawiązuje do rozmiarów jej biustu. Chesty Morgan gra w nim kobietę szpiega. W obydwu też filmach głos Chesty Morgan był podkładany przez inną aktorkę, ze względu na jej silny polski akcent.
Chesty Morgan zagrała też krótki epizod w filmie Casanova Federico Felliniego. Jej pojawienie się na ekranie obok Donalda Sutherlanda zostało bardzo skrócone; pełna wersja tej sceny jest do obejrzenia w Internecie.
Fragmenty z jej wcześniejszych filmów zostały użyte w filmie w reżyserii Johna Watersa W czym mamy problem? (1994).

## Upamiętnienie
Tom Waits wspomina o niej w piosence Pasties And A G-String. Trafiła do Burlesque Hall of Fame – muzeum burleski w Las Vegas. W Szwecji działa zespół muzyczny noszący nazwę Chesty Morgan. Pojawiła się w dwóch filmach dokumentalnych

## Filmografia
- 1976: Casanova – jako Barberina
- 1974: Double Agent 73 – jako Jane Genet
- 1974: Deadly Weapons – jako Crystal